# R-10
R-10 (ChAI-5) – radziecki samolot rozpoznawczy i lekki bombowiec z początkowego okresu II wojny światowej konstrukcji Josifa Niemana.

## Historia

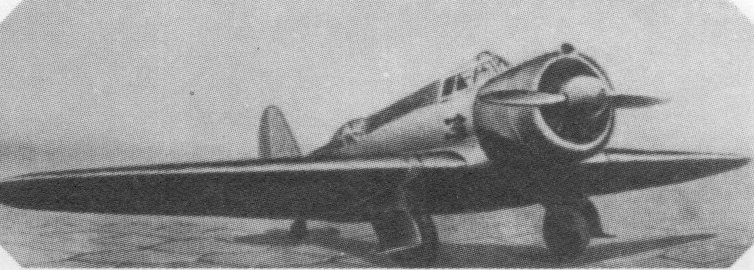
R-10, 1936 r.

Samolot został zaprojektowany w Charkowskim Instytucie Lotniczym (ChAI, ros. ХАИ) pod kierunkiem Josifa Niemana, na zamówienie lotnictwa radzieckiego na nowoczesny samolot rozpoznawczy. Wiodącym konstruktorem był Ł. Arson. Pierwszy prototyp, noszący oznaczenie zakładowe ChAI-5 (ros. ХАИ-5), został oblatany w czerwcu 1936 i jesienią tego roku przeszedł próby państwowe. Samolot był oceniany jako lekki i łatwy w pilotażu, cechował się dobrą manewrowością. Konstrukcja samolotu była dość nowoczesna, niektóre jego rozwiązania wprowadzono po raz pierwszy w radzieckim przemyśle lotniczym. Pomimo nieco słabszych osiągów od konkurencyjnego samolotu R-9 konstrukcji Koczerigina, ChAI-5 wygrał konkurs na samolot rozpoznawczy i jeszcze podczas trwania prób państwowych został zaakceptowany do produkcji pod wojskowym oznaczeniem R-10 ("R" – skrót od razwiedczik – rozpoznawczy, ros. Р-10).
Do początku 1940 roku w zakładach w Charkowie i Saratowie zbudowano 493 samoloty R-10. Pierwsza seria jednakże wykazywała pewne problemy związane z etapem dopracowywania konstrukcji oraz ze średnią jakością produkcji, a 24 grudnia 1937 rozbił się jeden samolot. Stało się to powodem aresztowania przez NKWD części członków biura konstrukcyjnego, a w końcu, 11 grudnia 1938 samego Niemana, pod zarzutami sabotażu i szpiegostwa (został on następnie skazany na 15 lat łagru, w więzieniu pracował z Tupolewem nad bombowcem Tu-2, lecz 19 lipca 1941 został zwolniony).
W 1938 testowano wariant ChAI-5bis z mocniejszym silnikiem M-25E, który rozwinął prędkość maksymalną 425 km/h. W 1938 również opracowano samolot szturmowy ChAI-52, bazujący na R-10, wyposażony w silnik M-63 o mocy 900 KM (670 kW) i uzbrojony w 7 km-ów i 400 kg bomb. Przygotowywano produkcję doświadczalnej serii 10 samolotów, lecz anulowano ją po aresztowaniu Niemana.
Niektóre z produkcyjnych modeli R-10 zostały wyposażone w mocniejsze silniki M-88, M-62 lub M-63. Ponad 60 samolotów, wycofanych z lotnictwa wojskowego, używane było od 1940 przez linie Aerofłot jako samoloty pocztowe, pod oznaczeniem PS-5 (ros.: ПС-5); po modyfikacji posiadały one 3 miejsca pasażerskie.

## Służba
Samoloty R-10 zaczęły wchodzić na uzbrojenie radzieckiego lotnictwa wojskowego od 1937, jedynie częściowo zastępując starsze dwupłaty R-5.
Pierwsze użycie bojowe samolotów R-10 nastąpiło podczas ataku na Polskę we wrześniu 1939 roku, w której uczestniczyło siedem eskadr R-10. Każda z nich dysponowała również samolotami innych typów takich jak R-5, R-Z czy U-2, choć o użyciu bojowym tego ostatniego typu brak informacji w źródłach. Cztery eskadry (34, 36, 44 i 52) wchodziły w skład lotnictwa armijnego Frontu Ukraińskiego, a dwie inne (30 i 43) - Białoruskiego. W działaniach bojowych wzięła również 46 Samodzielna Eskadra Lotnicza (OAE) będąca jedyną jednostką lotnictwa marynarki wojennej, która brała udział w ataku na Polskę. Przed kampanią wrześniową okazało się, że wiele stosunkowo nowych R-10 wymaga napraw. Większość usterek dotyczyła pęknięć poszycia w miejscach połączenia kadłuba ze statecznikiem pionowym oraz niesprawności hamulców podwozia. Pomimo tych problemów naprawy zdołano wykonać w szybkim tempie w warsztatach polowych z udziałem brygad remontowych z Fabryki nr 135. Użycie bojowe samolotów R-10 we wrześniu 1939 skupiało się głównie na lotach rozpoznawczych, czasami ostrzeliwano jednostki polskie, które z kolei odpowiadały ogniem. Co prawda żaden z samolotów R-10 nie został zestrzelony, ale kilka z nich wróciło na lotniska z dziurami w skrzydłach i kadłubie. 46 Eskadra operująca z lotniska w Petrykówka dokonała kilku nalotów bombowych na Pińsk, których skutki były niewielkie. Zginęła jedna kobieta, a kilku osób zostało rannych. Następnie R-10 z 46 eskadry brały udziału w tropieniu wycofujących się wojsk polskich, głównie ze składu SGO „Polesie” generała Franciszka Kleeberga.
Następnie R-10 brały udział w zajęciu państw bałtyckich, a także Besarabii i Bukowiny Północnej. Akcja anektowanych terytoriów odbyła się bez walk, a rola samolotów R-10 ograniczała się głównie do rozpoznawania trasy ruchów oddziałów Armii Czerwonej. Następnie wzięły udział w wojnie zimowej przeciwko Finlandii.
Były następnie używane w początkowym etapie wojny niemiecko-radzieckiej, począwszy od ataku Niemiec na ZSRR 22 czerwca 1941. W tym okresie jednak nie były już samolotami nowoczesnymi, a ich osiągi były niewystarczające przeciw nowoczesnym myśliwcom i ponosiły one duże straty, podobnie jak większość radzieckiego lotnictwa, przy tym typ ten był stosunkowo nieliczny. Część została zniszczona lub porzucona na lotniskach. Używane były do prowadzenia bliskiego rozpoznania, a w razie potrzeby jako lekkie bombowce. W późniejszym okresie ocalałe samoloty stosowano przeważnie w nalotach nocnych, w celu zmniejszenia strat. Pozostałe R-10 wycofano ze służby bojowej w 1943 (dwóch fińskich pilotów donosiło o zestrzeleniu R-10 jeszcze w 1944).

## Konstrukcja
Jednosilnikowy dolnopłat konstrukcji drewnianej, kryty sklejką. Kadłub konstrukcji półskorupowej. Podwozie samolotu klasyczne, pojedyncze, golenie główne chowane do skrzydeł. Załoga składała się z dwóch osób: pilota w przedniej zakrytej kabinie i obserwatora – tylnego strzelca w przeszklonej wieżyczce z karabinem maszynowym w części grzbietowej samolotu. W podłodze kabiny obserwatora był aparat fotograficzny  AFA-13. Pomiędzy kabinami załogi znajdowały się zbiorniki paliwa  i pionowa komora bombowa. Maksymalny udźwig bomb wynosił 300 kg (6 × 50 kg lub 10 × 25 kg).
Do jego napędu służył silnik gwiazdowy M-25A, następnie M-25W o mocy 730 KM (540 kW). Śmigło dwułopatowe metalowe.